# Mycetophila fungorum
Mycetophila fungorum är en tvåvingeart som först beskrevs av De Geer 1776.  Mycetophila fungorum ingår i släktet Mycetophila och familjen svampmyggor. Arten är reproducerande i Sverige. Inga underarter finns listade i Catalogue of Life.

## Bildgalleri

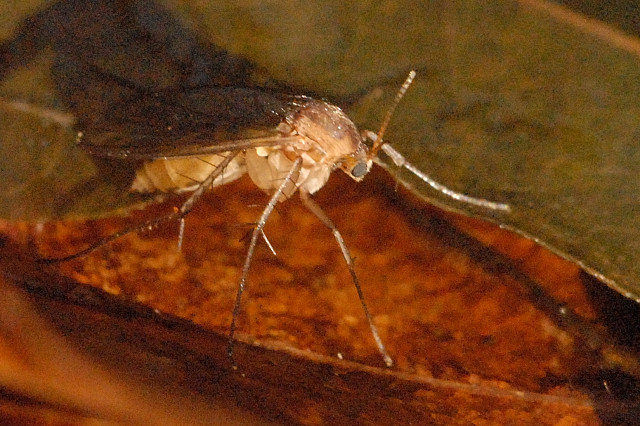
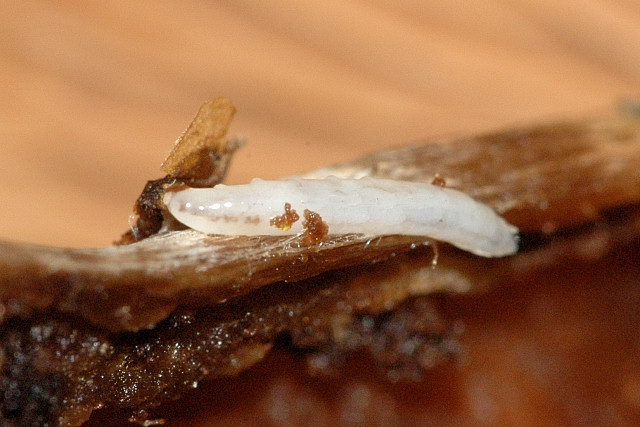
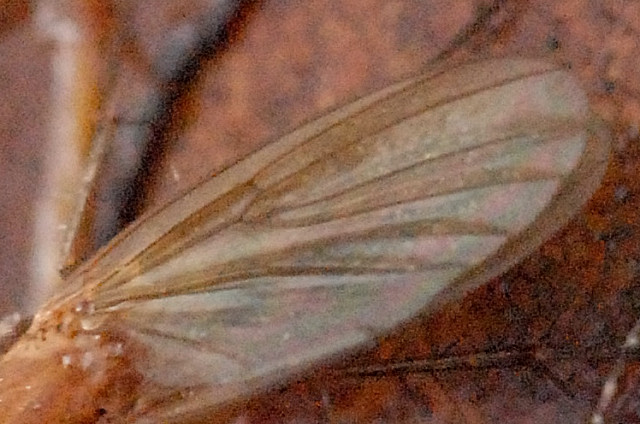